# Svatopluk Skopal (režisér)
Svatopluk Skopal (28. září 1919 Rousínov – 8. června 2000 Praha) byl český divadelní režisér.

## Život
Svatopluk Skopal se narodil 28. září 1919 v Rousínově. Vystudoval gymnázium, učitelský ústav a Státní hudební a dramatickou konzervatoř v Brně v letech 1941–1945.
V roce 1945 nastoupil do angažmá do Horáckého divadla v Jihlavě, kde působil až do roku 1948. Dvě sezóny zde pracoval pod vedením režiséra a ředitele Jana Strejčka, kterého poté vystřídal Miloš Hynšt.
Během svého angažmá poznal svou první ženu, herečku Lubomíru Willigovou (1919–1987), s kterou měl v roce 1949 dceru Evu. Po únoru 1948 se rozhodl odejít s manželkou do politicky volnějšího divadla v Karlových Varech – do Krajského oblastního divadla. V Karlových Varech poznává svou druhou ženu Věru roz. Velebovou, která pracovala jako divadelní nápověda. V roce 1951 se jim narodil syn Svatopluk Skopal.
V divadle se Skopal setkal s osobností Bohuše Stejskala, jenž ho ovlivnil na celý jeho následující tvůrčí život. V Karlových Varech setrval po dobu šesti sezón (do roku 1955), vyjma sezóny 1950/51, kdy pracoval v Divadle S. K. Neumanna v Praze. Po smrti Bohuše Stejskala opustil Karlovy Vary a přijal nabídku do tehdejšího gottwaldovského (zlínského) Divadla pracujících, kde setrval většinu svého tvůrčího života až do odchodu do důchodu v roce 1979, kdy se s rodinou přestěhoval do Prahy. Do Zlína se však vracel až do své smrti v roce 2000.